# Markel Irízar
Markel Irízar Aranburu (* 5. Februar 1980 in Oñati/Gipuzkoa) ist ein ehemaliger spanischer Radrennfahrer.

## Sportliche Laufbahn
Irízar begann seine Profikarriere 2004 bei dem baskischen Radsportteam Euskaltel-Euskadi. Er gewann für dieses Team die Bergwertung Tour Down Under. 2010 wechselte er zum Team RadioShack und fuhr in den Folgejahren für dieses Team und dessen Nachfolgemannschaften. In seinem ersten Jahr bei diesem UCI ProTeam gewann er eine Etappe Tour du Poitou Charentes und 2011 die Gesamtwertung der Ruta del Sol. Bei den UCI-Straßen-Weltmeisterschaften 2013 wurde er Fünfter im Einzelzeitfahren, UCI-Straßen-Weltmeisterschaften 2014 Siebter, 2015 Zehnter und 2017 Zwölfter.
Im Lauf seiner Radsportlaufbahn bestritt Irízar 21 große Landesrundfahrten. 2019 fuhr er mit der Clásica San Sebastián sein letztes Rennen, welches er als 75. beendete.

## Privates
2002 wurde Irízar wegen Hodenkrebs behandelt und war nach zehn Jahren weiterhin beschwerdefrei.

## Erfolge
2009
- Bergwertung Tour Down Under

2010
- eine Etappe Tour du Poitou Charentes

2011
- Gesamtwertung Ruta del Sol

## Grand-Tour-Platzierungen
| Grand Tour            | 2005 | 2006 | 2007 | 2008 | 2009 | 2010 | 2011 | 2012 | 2013 | 2014 | 2015 | 2016 | 2017 | 2018 | 2019 |
| --------------------- | ---- | ---- | ---- | ---- | ---- | ---- | ---- | ---- | ---- | ---- | ---- | ---- | ---- | ---- | ---- |
| Giro d’ItaliaGiro     | –    | 90   | 68   | 50   | –    | –    | –    | –    | –    | –    | –    | –    | –    | 134  | 136  |
| Tour de FranceTour    | –    | –    | –    | –    | –    | –    | 84   | –    | 103  | 63   | 93   | –    | 98   | –    | –    |
| Vuelta a EspañaVuelta | DNF  | 94   | –    | –    | 114  | –    | 96   | 93   | 86   | –    | 89   | DNF  | 117  | 130  | –    |